# رودولف آبل
رودولف إيفانوفيتش آبل (بالروسية: Рудольф Иванович Абель) رجل الاستخبارات السوفيتي الذي انخرط في العمل السري في الولايات المتحدة عام 1948 بهدف الاستحواذ على معلومات عن المشاريع النووية الأمريكية. واعتقل آبل عام 1957 وأدين بالتجسس وحكم عليه بالسجن 32 سنة. لكن عام 1962 شهد تبادله بقائد طائرة التجسس الأمريكية لوكهيد يو-2 : فرانسيس غاري باورز.

## قبل الجيش
ولد العقيد رودولف آبيل – اسمه الحقيقي ويليام فيشر - رجل الاستخبارات السوفيتي في عام 1903 في عائلة ثائر روسي ألماني الاصل. التحق بجامعة لندن وهو في السادسة عشرة من عمره وتخرج منها بنجاح. وعادت عائلته عام 1920 إلى موسكو حيث التحق ويليام فيشر بالقسم الهندي في معهد الاستشراق.

## فترة الجيش
وفي عام 1925 تم تجنيده في الجيش الأحمر حيث حصل على تخصص عامل لاسلكي. وانخرط عام 1927 في الاستخبارات الخارجية التي كلفته باداء مهمة اقامة الاتصال بين عناصر الاستخبارات في الدول الاوروبية وموسكو.
وظل الامر كذلك لغاية عام 1938 حين تم تسريحه من اجهزة الأمن بتهمة علاقته بمن يسمون بـ«اعداء الشعب».
بعد نشوب الحرب الوطنية العظمى تم ارجاعه إلى الاستخبارات. وشارك في  تنظيم شبكة تشكيلات حرب الأنصار وراء خط الجبهة. وفي تلك الفترة اقام علاقات صداقة مع شخص يدعى رودولف آبيل استعان فيما بعد باسمه كنيةً سريةً له.

## العمل السري
قررت قيادة الاستخبارات السوفيتية عام 1948 إيفاده إلى الولايات المتحدة ليعمل هناك عميلا سريا تحت ستار صاحب صالون للتصوير الفوتوغرافي. وكان موريس كوين وزوجته ليونتينا يساعدانه آنذاك في جمع المعلومات السرية عن أسرار القنبلة الذرية الأمريكية.
نجح هو وشركاؤه في جمع المعلومات التي ساعدت فريق العلماء السوفيت العامل على تصميم  السلاح النووي على تصنيع قنبلة ذرية سوفيتية باسرع وقت. وقررت القيادة مساعدته فارسلت عاملا لاسلكيا يدعى فيك إلى الولايات المتحدة. وكلفته  بمهمة تيسير اقامة الاتصال بين فيشر وموسكو. لكن مساعده الجديد بدأ يدمن على تناول الكحول ويمارس اختلاس الاموال  العامة. وقررت قيادة الاستخبارات عام 1956 استدعاءه إلى موسكو. لكنه ابلغ السلطات الأمريكية عن كونه جاسوسا لصالح الاتحاد السوفيتي. فتم اعتقال فيشر عام 1957.
ومن اجل ابلاغ الاستخبارات السوفيتية باعتقاله سمى فيشر نفسه باسم صديقه الراحل رودولف آبيل. ورفض الاعتراف بانتمائه إلى أية استخبارات. ولم يوافق على أي اقتراح تعاون مع الاستخبارات الامريكية. كما رفض أن يدلي بشهادة أمام المحكمة. وبعد صدور حكم المحكمة بحقه قبع فيشر في  زنزانة الحبس الاحتياطي في نيويورك ثم تم نقله إلى سجن في ولاية اتلانتا حيث عمل على حل مسائل رياضية ورسم لوحات زيتية. وظل الامر كذلك لغاية  10 فبراير/شباط حين تم استبداله  بالطيار الأمريكي فرانسيس غاري باورز  الذي اسقطته وسائل الدفاع الجوي السوفيتية عام 1960 في أجواء الاتحاد السوفيتي في إقليم سفيردلوفسك والذي أدين بتهمة التجسس.

## العودة للاتحاد السوفيتي
بعد العودة إلى الوطن عاد فيشر يعمل في جهاز الاستخبارات السوفيتية بموسكو وشارك في إعداد العملاء الشباب للاستخبارات السرية.
توفي في 15 نوفمبر/تشرين الثاني عام 1971 ودفن في مقبرة دونسكوي في موسكو. وقد منحته الحكومة السوفيتية لقاء دوره البارز في ضمان أمن الدولة وسام لينين والاوسمة الخمسة للراية الحمراء ووسام الحرب الوطنية العظمى من الدرجة الأولى ووسام النجمة الحمراء.

## شهرته للعامة
قام مارك رايلانس بتمثيل دوره في فيلم جسر الجواسيس من إخراج ستيفن سبيلبرغ. والذي نال مارك عنه جائزة الأوسكار لأفضل ممثل مساعد وجائزة البافتا لأفضل ممثل في دور ثانوي.

## روابط خارجية
- رودولف آبل على موقع الموسوعة البريطانية (الإنجليزية)